# Джон Генрі Гейланд
Джон Генрі Гейланд (* 21 березня 1778, Байройт, князівство Байройт; † 16 листопада 1856, Гастінгс, Східний Сассекс) — англійський мінералог і торговець мінералами з німецьким корінням.

## Життєпис
Джон Генрі Гейланд народився як Йоганн Генріх Гейланд у Байройті в 1778 році. Його дядьком був прусський мінералог Якоб Форстер, і через нього Гейланд був пов'язаний із природознавцями Йоганном Рейнхольдом і Георгом Форстером.
Його ділові поїздки — в тому числі за рудами та мінералами — привели Гейланда до Лісабона та Мадрида, а також до Стокгольма та Санкт-Петербурга. У 1806 році Гейланд перебрав колекцію мінералів свого дядька Джейкоба Форстера, яка була відома в усій Європі і яку він зібрав між 1766 і 1806 роками. Вчений-натураліст Жан-Батист Роме де Л'Іль протягом багатьох років написав кілька каталогів продажів для Джейкоба Форстера, які пізніше стали основою для каталогізації колекції Гейланда французьким лікарем Арманом Леві.
Гойланд помер 16 листопада 1856 року в Гастінгсі і знайшов там свій останній спочинок. Музей природної історії в Лондоні успадкував його колекцію мінералів і продовжує виставляти її там сьогодні.
Доцент Генрі Джеймс Брук назвав мінерал гейландит на честь Джона Генрі Гейланда, коли він був вперше описаний.
Геолог Джордж Беллас Ґріноу призначив Гейланда членом Лондонського геологічного товариства.